# Madame de Coventry
Pour plus de détails, voir Fiche technique et Distribution.
Madame de Coventry (Lady Godiva of Coventry) est un film américain réalisé par Arthur Lubin et sorti en 1955.

## Synopsis
Nous sommes en Angleterre au XIe siècle, sous le règne d'Édouard le Confesseur. Une Saxonne, Godiva, fille du Sheriff de Coventry, fait connaissance avec le noble seigneur Léofric, lui aussi saxon, jeté dans un cul de basse-fosse parce qu'il a refusé d'épouser une Normande malgré un ordre du roi. Godiva était allée dans cette prison donner son aide à trois détenus portés sur la bouteille et bagarreurs, qu'elle avait connus depuis son enfance et qui se considéraient comme ses protecteurs. Léofric et Godiva tombent amoureux l'un de l'autre et se marient, et voilà Léofric débarrassé de ce mariage arrangé. Le roi veut désarmer les féodaux pour qu'il n'y ait pas de guerre entre eux, ce qui satisfait le comte Eustache, lequel conspire pour la cause normande et veut porter au pouvoir Guillaume, duc de Normandie. Léofric commence par refuser en raison de sa rivalité avec un autre comte, cependant Godiva le convainc de conclure un accord avec son rival, mais elle se voit accusée d'adultère en présence du roi. En fin de compte, elle accepte d'être punie selon la loi ancienne, et de chevaucher nue pour montrer que le peuple saxon est uni et n'accepte pas la domination normande.

## Fiche technique
- Titre français : Madame de Coventry ou Par la chair et par l'épée
- Titre original : Lady Godiva of Coventry
- Réalisation : Arthur Lubin
- Scénario : Oscar Brodney et Harry Ruskin d’après une histoire de Oscar Brodney
- Production : Robert Arthur
- Société de production : Universal Pictures
- Photographie : Carl E. Guthrie
- Montage : Paul Weatherwax
- Musique : Hans J. Salter et Frank Skinner (non crédité)
- Direction artistique : Robert F. Boyle et Alexander Golitzen
- Costumes : Edward Stevenson
- Pays d'origine : États-Unis
- Format : couleur Technicolor - Son : Mono
- Genre : Film historique
- Durée : 89 minutes
- Date de sortie : 
  - États-Unis :2 novembre 1955

## Distribution
- Maureen O'Hara (V.F : Nadine Alari) : Lady Godiva
- George Nader  (V.F : Jacques Dacqmine) : Lord Leofric
- Victor McLaglen  (V.F : Serge Nadaud) : Grimald
- Rex Reason : Harold
- Torin Thatcher  (V.F : Maurice Dorleac) : Lord Godwin
- Eduard Franz  (V.F : Jean Gournac) : Le roi Edward
- Leslie Bradley  (V.F : Richard Francoeur) : Comte Eustace
- Arthur Shields : L'aubergiste
- Robert Warwick  (V.F : Jacques Berlioz) : Humbert
- Arthur Gould-Porter : Thorold
- Grant Withers  (V.F :  Pierre Leproux) : Pendar
- Anthony Eustrel : Le prieur
- Kathryn Givney  (V.F : Helene Tossy) : Une Abbesse
- Sim Iness : Oswin
- Thayer Roberts (V.F : Lucien Bryonne) : William, Duc de Normandy
- Clint Eastwood : Un Saxon
- Henry Brandon (V.F : Raymond Loyer) : Bejac

Et les voix de
- Jean Berton : Le berger
- Pierre Morin : Un prêtre
- Roger Rudel : Un normand
- Gérard Férat : Sir Norton
- Émile Duard : Médecin
- Jean-Henri Chambois : Le cuisinier